# 土橋城
土橋城（つちはしじょう）は、千葉県香取郡多古町御所台にあった日本の城。御所台城とも言う。

## 歴史
土橋城は、 栗山川西岸沿いの南北に伸びた台地先端に築かれている。この地は水陸交通の要衝で、栗山川という水運の幹線と、城下を走る佐原への多古街道という陸上の幹線を押さえるための場所だったと考えられている。城西方の谷奥には、鎌倉後期から南北朝期にかけて神奈川県の称名寺と縁の深かった東禅寺があり、土橋城はその出入り口を見張る役目も担っていた。
この城の城主についてははっきりしていないが、古河公方足利成氏の一時的な居館であったとの説も出されている。文明3年（1471年）5月、長尾景信が大軍を導入して古河城の成氏を攻めた。6月24日、城は陥落し、成氏は逃れてきて千葉孝胤をたよった。このとき、孝胤が成氏にここに住むよう勧めたという。
しかし「香取郡誌」は、成氏の居館跡とするのは単に「御所」と呼ばれている点から推定されるだけであって、確証がないとしている。
このほか、千田親政の居城ではないかとの説もある。
金沢文庫文書「悟円書状」には、暦応2年（1339年）に千葉侍所竹本氏が早朝から土橋城を攻め、夕刻には城内の12人が討ち死にして落城したと記されている。

## 構造
城の南側、栗山川を見下ろす台地南端に、千葉氏の信仰する妙見が祀られているが、その場所は水陸の街道を見張る物見台だったと考えられている。遺構としては薬研の堀や、その堀と食い違いに掘られた堀も確認されている。

## アクセス
- JR佐原駅、多古台バスターミナルからJRバス関東　台作下車　徒歩1分